# 慰霊碑

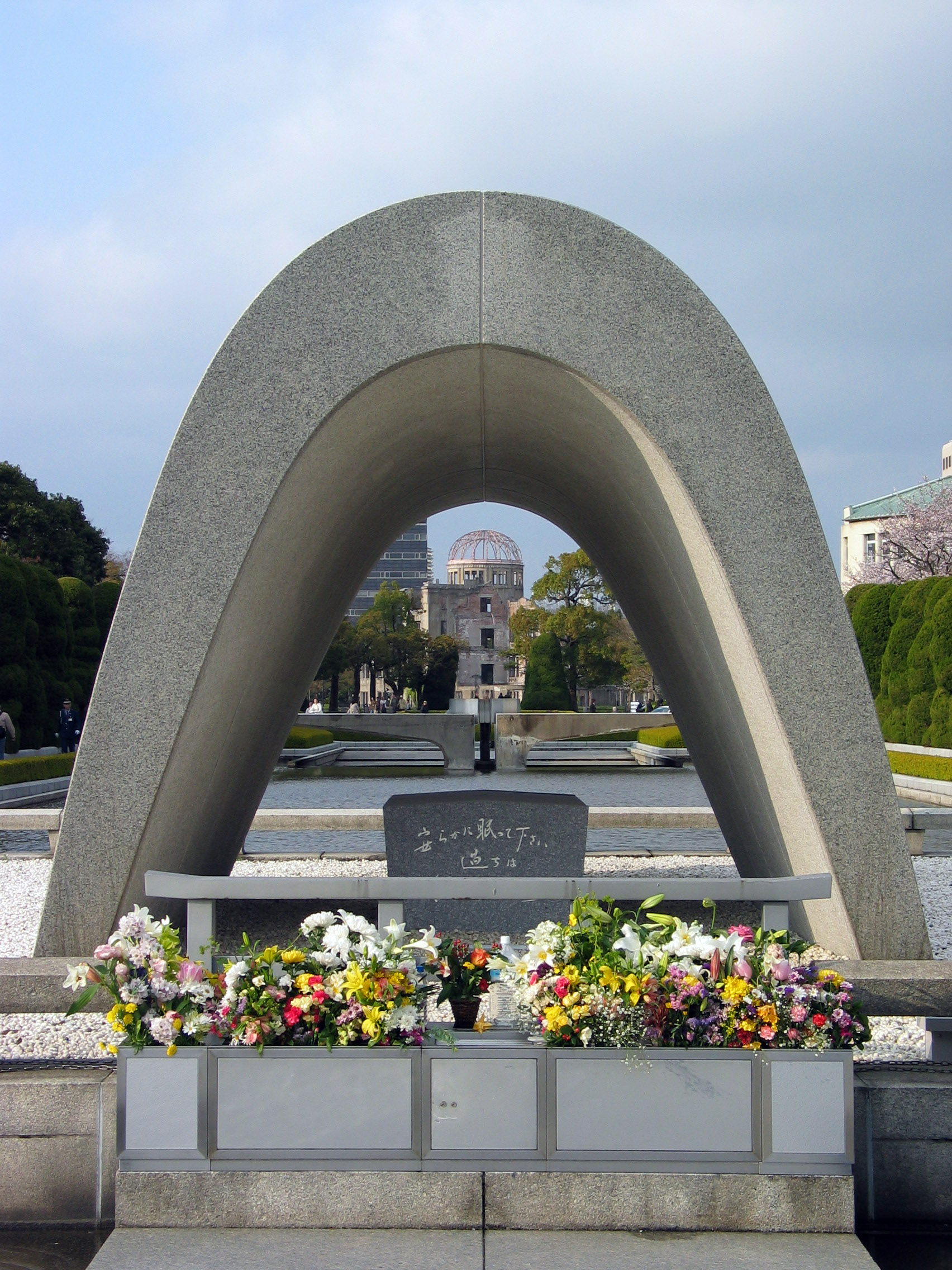
原爆死没者慰霊碑

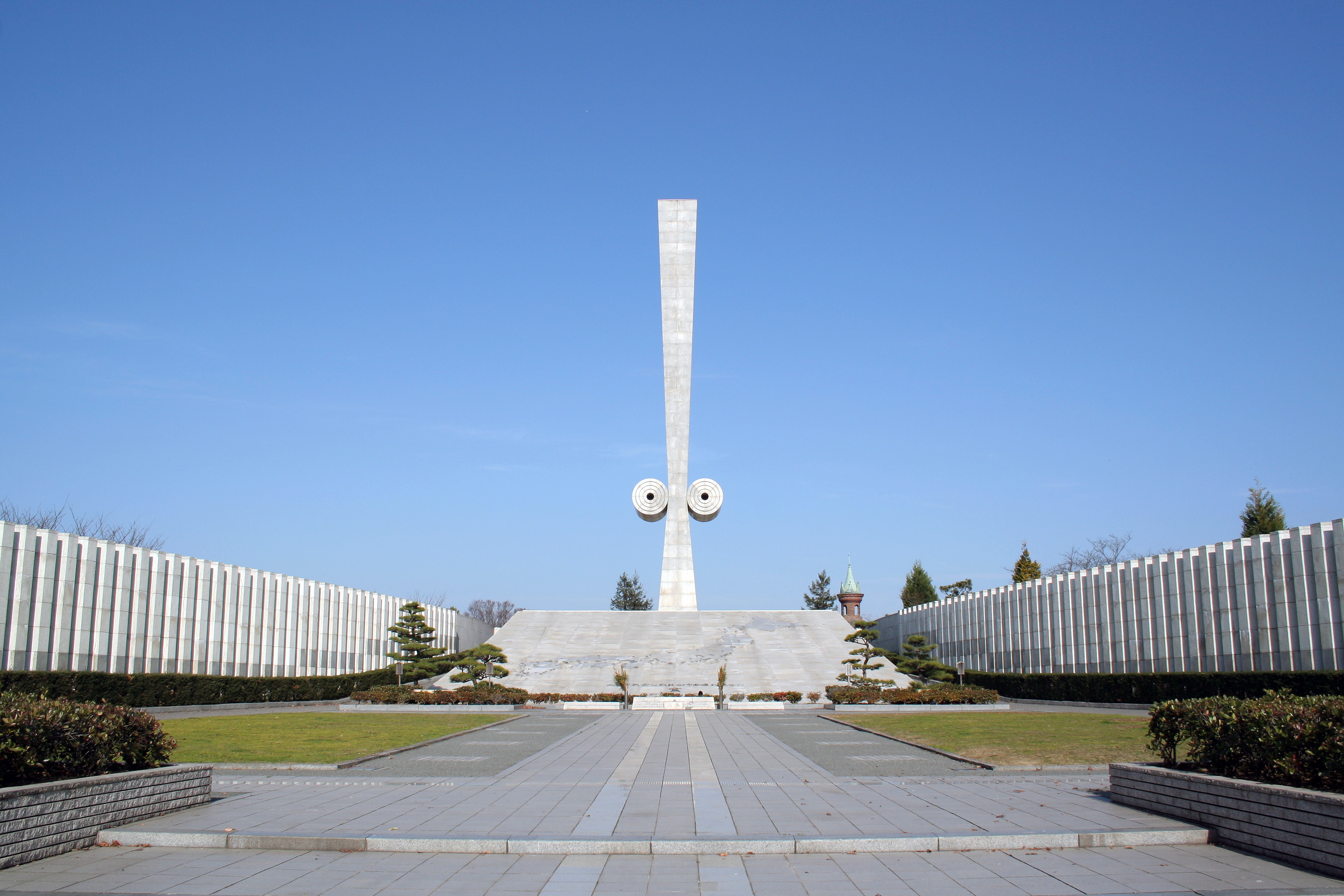
太平洋戦全国戦災都市空爆死没者慰霊塔

慰霊碑（いれいひ、英語：cenotaph）とは、事故や戦争、災害などで亡くなった人や動物の霊を慰めるために建立された石碑。鎮魂碑（ちんこんひ）などともいう。
霊を慰めるためや、二度とそのようなことがないように戒めることや、警告といった意味をもち、それに沿った文言が碑文として刻まれる。死者発生の原因が災害である場合は、災害記念碑を兼ねることもある。
高さがあり、慰霊の碑文が刻まれないものは霊を慰める塔として慰霊塔（いれいとう）と呼ばれる。いずれも古から碑としての材料は石が使われたが、コンクリートや金属などが石に代わる材料として用いられることもある。

## 日本の例
日本国内では、原爆のために建立された原爆死没者慰霊碑が有名。「大東亜聖戦大碑」など大東亜戦争のために建立された慰霊碑も多い。
- 太平洋戦全国戦災都市空爆死没者慰霊塔
- 若人の広場 - 戦没学生のための慰霊塔「永遠のともしび」が設置されている。
- 東池袋中央公園 - 極東国際軍事裁判の判決結果で、巣鴨拘置所で処刑されたA級戦犯を偲ぶ慰霊碑「永久平和を願って」を有田正憲が設置。
- 丸山公園 (安芸高田市)
- 戦没船員の碑 - 第二次世界大戦で亡くなった約6万人の民間船員を悼むもの。
- 鎮魂の碑 (日本プロ野球)、戦没野球人モニュメント
- 御巣鷹の尾根 - 日本航空123便墜落事故

インド・インパール近郊のロトパチン村にインパール作戦の慰霊碑が1994年に建立されている。
慰霊碑の老朽化に加え、遺族会の高齢化に伴い維持管理が困難になる問題が浮上している。経年劣化が激しい碑を撤去し、代替のモニュメントを整備する動きもみられる。

## 世界の慰霊碑の例

ザ・セノタフ

慰霊碑や慰霊塔の建立は世界各地で行われている。
- ロンドンのホワイトホールにあるザ・セノタフ。(The Cenotaph:固有名詞。必ず、The(the)を付して、頭字は大文字Cを使う。)
- シベリア抑留者現地慰霊碑
- 第二次世界大戦記念碑
- 朝鮮戦争戦没者慰霊碑
- ベトナム戦争戦没者慰霊碑
- ニーダーザクセンシュタイン - ドイツにある戦没者慰霊碑
- 英雄碑（英語版） - インド各地にある紀元前3世紀から18世紀にかけて戦争で亡くなった者たちの碑
- スポメニック - 旧ユーゴスラビア諸国に点在している第二次世界大戦の戦没者や民族浄化の犠牲者の碑

## 動物
医歯薬系大学、動物園、水族館の多くには「実験動物慰霊碑」、「虫塚」がある。年に一度、慰霊祭が行われ、職員や研究者が集まり感謝と哀悼の祈りをささげる。動物園で、慰霊祭を執り行ったのは、1930年の上野動物園が最初である。
戦争のために亡くなった動物、特に軍馬軍犬のための慰霊碑もある。